# Gnaeus Calpurnius Piso (Konsul 7 v. Chr.)
Gnaeus Calpurnius Piso († 20 in Rom, zur Unterscheidung von seinem gleichnamigen Sohn auch Pater genannt) war ein römischer Politiker zur Zeit der Kaiser Augustus und Tiberius aus dem plebejischen Geschlecht der Calpurnier.

## Biographie
Piso war im Jahr 7 v. Chr. gemeinsam mit Tiberius, dem Schwiegersohn des Augustus und späteren Kaiser, Konsul. Zwischen 6 v. Chr. und 9 n. Chr. hatte er das Prokonsulat von Africa inne, vermutlich etwa in der Mitte dieses Zeitraums. Im Jahr 9/10 war er Legat von Hispania citerior. Obwohl er in Spanien angeblich sehr in die eigene Tasche gewirtschaftet hatte, wurde Piso im Jahr 17 Statthalter von Syria. Dort hatten er und seine Gattin Munatia Plancina heftige Auseinandersetzungen mit Germanicus, wie Tacitus und Sueton bezeugen. Als Germanicus aus ungeklärter Ursache starb, soll Piso öffentlich seine Genugtuung ausgedrückt haben. Wegen der zahlreichen Schwierigkeiten mit Germanicus wurde Piso im Jahr 20 des Hochverrates angeklagt; vor einer Verurteilung schied er freiwillig aus dem Leben. Sein Name wurde aus den Listen der Arvalbrüder getilgt, sein Besitz vom Staat beschlagnahmt.
Seine Söhne waren Gnaeus (der Jüngere) und Marcus Calpurnius Piso, von denen ersterer seinen Namen nach der Verurteilung seines Vaters in Lucius ändern musste. Bekannt ist außerdem eine Calpurnia Cn. Pisonis filia (Calpurnia, Tochter des Gnaeus Piso), von der nicht sicher ist, ob sie die Tochter des älteren oder des jüngeren Namensträgers ist, ob sie also als Tochter oder als Enkelin des Konsuls von 7 v. Chr. zu sehen ist. Während Eck, Caballos und Fernández für zweitere Variante plädieren, widerlegte sie Platschek 2009 in einem Aufsatz.